# Il principe e la ballerina
Il principe e la ballerina (The Prince and the Showgirl) è un film commedia romantica del 1957, diretto ed interpretato da Laurence Olivier, con protagonista femminile Marilyn Monroe.

## Trama
Londra del 1911: alla vigilia dell'incoronazione di re Giorgio V, tra i vari reali pervenuti nella città c'è anche Carlo, principe reggente del piccolo stato della Carpazia, che incontra ad uno spettacolo Elsa, vivace ed esuberante ballerina e attrice statunitense. Grazie alle sue inaspettate doti di acume e sensibilità, la ballerina risolve abilmente un intrigo di corte e la coppia si scopre innamorata, lasciandosi con la promessa di sposarsi non appena Nicola, il giovane figlio del reggente, salirà al trono.

## Produzione

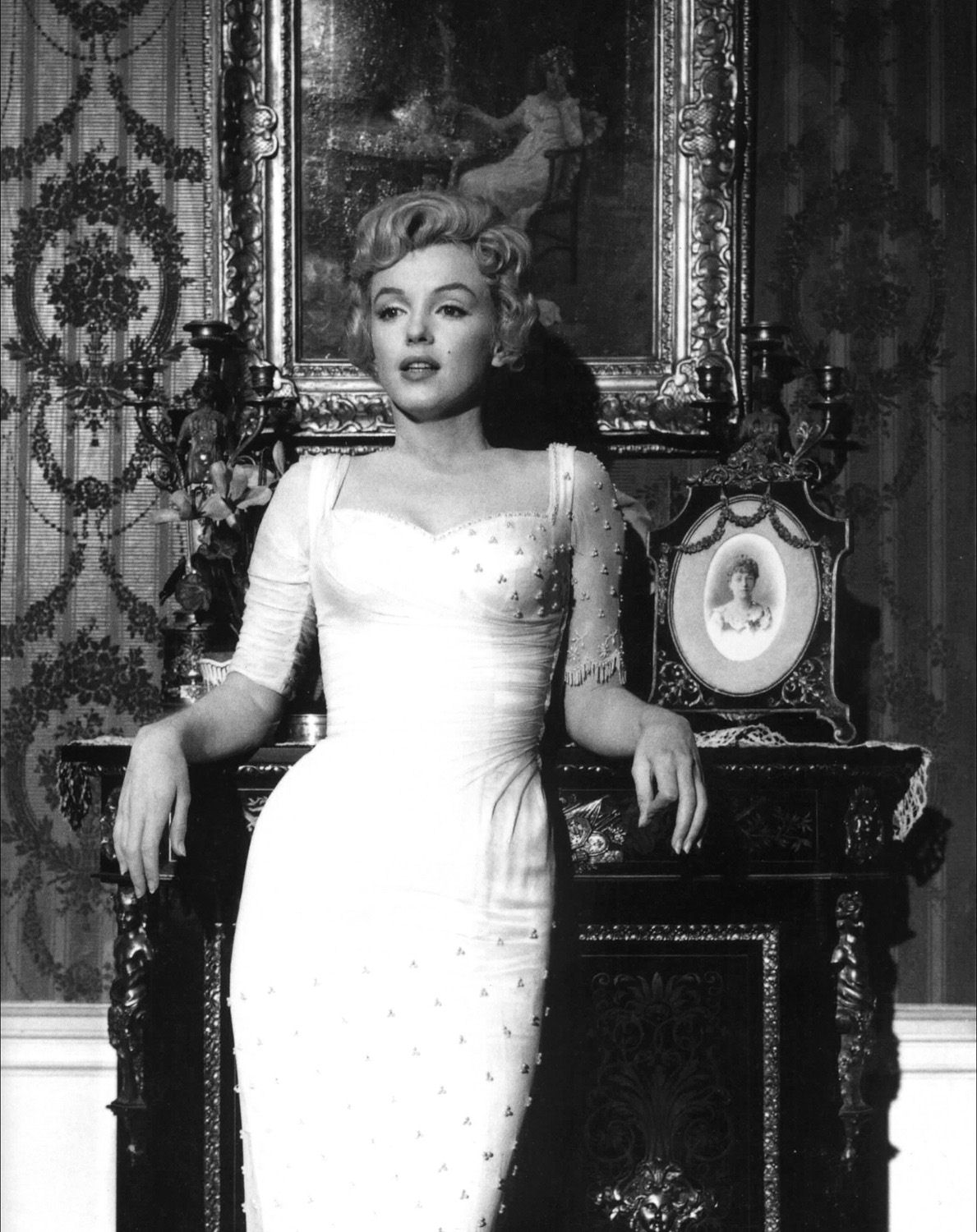
Marilyn Monroe in un'immagine promozionale del film

Marilyn Monroe creò una propria società di produzione, la Marilyn Monroe Production con il fotografo Milton H. Greene, Il principe e la ballerina sarà l'unico film prodotto da loro.

## Distribuzione

### Data di uscita
Il film venne distribuito in varie nazioni, fra cui:
- Stati Uniti d'America, The Prince and the Showgirl 13 giugno 1957
- Svezia, Prinsen och balettflickan 30 settembre 1957
- Italia, Il principe e la ballerina 1º ottobre 1957
- Finlandia, Prinssi ja revyytyttö 11 ottobre 1957
- Austria, Der Prinz und die Tänzerin dicembre 1957
- Germania Ovest, Der Prinz und die Tänzerin 19 dicembre 1957
- Danimarca, Prinsen og korpigen 5 maggio 1958
- Spagna, El príncipe y la corista ottobre 1958

## Accoglienza
Il film, tratto da una commedia di Terence Rattigan, non convince, risultando a tratti anche «sdolcinato e melenso», con «una trama lieve, peraltro filiforme e artificiosa», vorrebbe senza riuscirci apparire come una favola credibile moderna anche se i due protagonisti, Olivier e Monroe recitano entrambi benissimo.

## Riconoscimenti
Per l'interpretazione nel film, Monroe ritirerà all'istituto di Cultura Italiana di New York, dalle mani di Anna Magnani, il David di Donatello.
Inoltre il film fu premiato ai National Board of Review Awards 1957 per la miglior attrice non protagonista (Sybil Thorndike).

## Marilyn
Uno degli aiuto regista di questo film fu Colin Clark, che dall'esperienza di questo set trasse due diari, The Prince, The Showgirl and Me e My Week with Marilyn, nei quali narra la sua breve storia sentimentale con la star americana. Dai due diari è stato tratto nel 2011 il film Marilyn, in cui, tra le altre cose, vengono ricostruiti vari momenti della lavorazione de Il principe e la ballerina con Kenneth Branagh nei panni di Olivier e Michelle Williams in quelli della Monroe.